# ليون أميز
ليون أميز (بالإنجليزية: Leon Ames)‏ مواليد 20 يناير 1902م في إنديانا، الولايات المتحدة - الوفاة 12 أكتوبر 1993م في لاغونا بيتش، الولايات المتحدة، هو ممثل أمريكي بدأ مسيرته الفنية سنة 1931م. امتدت مسيرته الفنية لأكثر من 55 عاما.

## الأعمال
- رفع المرسى
- نساء صغيرات
- ساحة المعركة
- موضع بايتون
- تورا! تورا! تورا!
- زواج بيجي سو

## روابط خارجية
- ليون أميز على موقع IMDb (الإنجليزية)
- ليون أميز على موقع الموسوعة البريطانية (الإنجليزية)
- ليون أميز على موقع ألو سيني (الفرنسية)
- ليون أميز على موقع تيرنر كلاسيك موفيز (الإنجليزية)
- ليون أميز على موقع أول موفي (الإنجليزية)
- ليون أميز على موقع قاعدة بيانات برودواي على الإنترنت (الإنجليزية)
- ليون أميز على موقع قاعدة بيانات برودواي على الإنترنت (الإنجليزية)
- ليون أميز على موقع قاعدة بيانات الأفلام السويدية (السويدية)
- ليون أميز على موقع إن إن دي بي (الإنجليزية)
- ليون أميز على موقع قاعدة بيانات الفيلم (الإنجليزية)